# Braula coeca
Braula coeca är en tvåvingeart som beskrevs av Christian Ludwig Nitzsch 1818. Braula coeca ingår i släktet Braula och familjen bilöss. Enligt den svenska rödlistan är arten nära hotad i Sverige. Arten förekommer i Götaland och Svealand. Artens livsmiljö är jordbrukslandskap, stadsmiljö. Inga underarter finns listade i Catalogue of Life.

## Bildgalleri

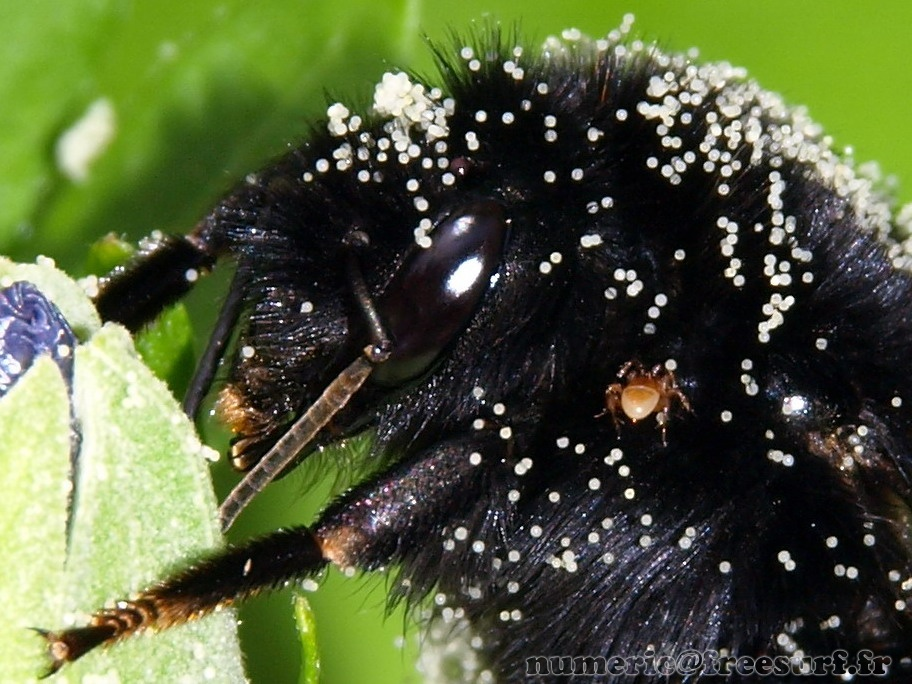
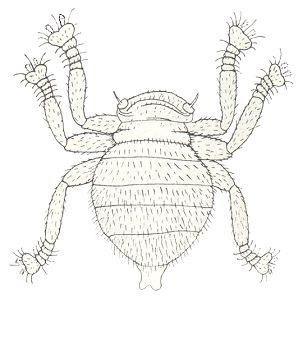
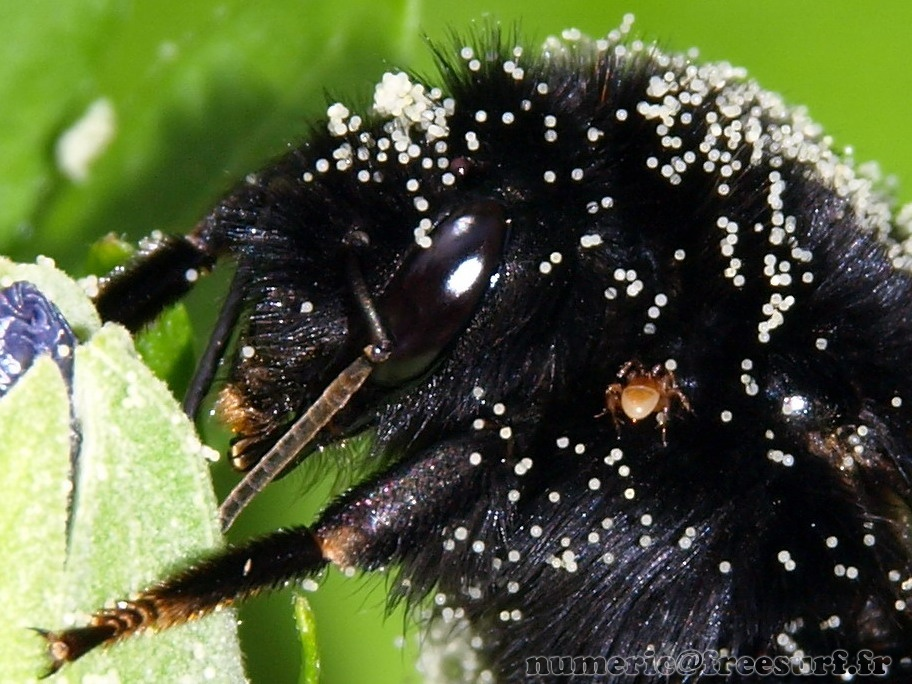